# Campina do Monte Alegre
Pour les articles homonymes, voir Campina.
Campina do Monte Alegre est une municipalité brésilienne de l'État de São Paulo et la Microrégion d'Itapetininga.

## Démographie
| Évolution de la population (municipalité) | Évolution de la population (municipalité) | Évolution de la population (municipalité) | Évolution de la population (municipalité) |
| Année                                     | Population                                |                                           | %±                                        |
| ----------------------------------------- | ----------------------------------------- | ----------------------------------------- | ----------------------------------------- |
| 2000                                      | 5 209                                     |                                           | —                                         |
| 2010                                      | 5 567                                     |                                           | 6,9%                                      |
| 2022                                      | 5 954                                     |                                           | 7,0%                                      |
| ,                                         |                                           |                                           |                                           |